# Allium proponticum
Allium proponticum — вид трав'янистих рослин родини амарилісові (Amaryllidaceae), поширений у Туреччині й на Східних Егейських островах.

## Поширення
Поширення: Східні Егейські острови, Туреччина.